# Paragomphus crenigomphoides
Paragomphus crenigomphoides är en trollsländeart som beskrevs av Clausnitzer och Klaas-Douwe B. Dijkstra 2005. Paragomphus crenigomphoides ingår i släktet Paragomphus och familjen flodtrollsländor. IUCN kategoriserar arten globalt som otillräckligt studerad. Inga underarter finns listade i Catalogue of Life.